# Jan II van Loon
Jan II van Loon (1268 - Brescia, 1310) was heer van Agimont, Warcq en Givet in het graafschap Namen. Hij was de stichter van de tak Loon-Agimont van het grafelijk huis van Loon.

## Levensloop
Jan II was de oudste zoon van graaf Jan I van Loon en zijn tweede vrouw Isabella van Condé. Jan II en zijn broer, kanunnik Jacquemin, deden afstand van elke aanspraak of het graafschap Loon. Dit werd vastgelegd in een charter van april 1280. Met dit charter werd een ruzie bijgelegd tussen enerzijds Arnold V van Loon, de rechtmatige graaf van Loon uit het eerste huwelijk van Jan I, en anderzijds, Jan II, Jacquemin en hun moeder Isabella van Condé. Jan II ontving in het graafschap Namen de heerlijkheden Agimont, Warcq en Givet. Hierdoor werd hij de stichter van een zijtak van het Huis Loon, namelijk het Huis Loon-Agimont, genoemd naar de destijds belangrijkste heerlijkheid Agimont.

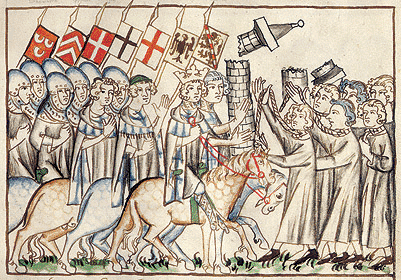
Rooms-Duits koning Hendrik VII bestormde Brescia (1310)

Jan II huwde in 1285 met Marie van Nesle (1270-1328). Zij was de dochter van Jan van Nesle, heer van Falvy en Herelle (1240-1300) en Maria van Oudenaarde (1246-1290). Er zijn geen bronnen die aantonen dat Marie van Nesle de eerste vrouw dan wel de tweede vrouw was van Jan II. Alleszins had Jan II verschillende kinderen :
- Jan III van Loon (circa 1290-circa 1323), heer van Agimont, en heer van Hemricourt de iure uxoris, omwille van zijn huwelijk met Mathilde van Walhain, dame van Hemricourt, Walhain en Eghezée in het hertogdom Brabant.
- Lodewijk van Loon, bijgenaamd Lodewijk van Agimont, heer van Neufchâteau en Warcq. Hij huwde met Yolande van Oudenaarde.
- Arnold van Loon, bijgenaamd Arnold van Agimont. Hij huwde met Marie van Thiennes.
- Margaretha van Loon. Zij kreeg pauselijke dispensatie (1329) om te huwen met Nicolas van Barbançon, heer van Villiers-Seigneur-Nicole en van Eigenbrakel in het hertogdom Brabant.

Jan II voegde zich bij de troepen van de Rooms-Duitse koning Hendrik VII, in diens veldtocht naar Italië. Koning Hendrik VII mengde er zich militair in de strijd tussen Welfen en Ghibellijnen (1310) teneinde de keizerskroon te veroveren (1312). Jan II maakte de keizerskroning in Rome niet mee. Jan II sneuvelde tijdens of na de bestorming van Brescia, gelegen in Lombardije, Noord-Italië (1310).